# Парикмахерская (мини-сериал, 2015)
«Парикмахерская» (англ. «Clipped»), другое названия сериала: «У Баззи» / (англ. «Buzzy’s») — американский ситком, который транслировался на TBS с 16 июня по 18 августа 2015 года. Семеро бывших одноклассников, а теперь лоботрясов лет под 30, по иронии судьбы становятся коллегами: все они работают в одной парикмахерской. Шеф, пытающийся выглядеть солидным бизнесменом, но на деле не способный даже уволить сотрудника, шестеро парикмахеров, стрижка у которых может стоить душевного спокойствия, и самые разные безумные посетители — все эти нелепые, но довольно трогательные персонажи делают мир сериала «Парикмахерская» веселым и добрым. 23 октября 2015 года TBS отменил сериал после одного сезона.

## Сюжетные посылки
Этот американский сериал рассказывает о обычных персонажах, которые по молодости не любили особо вникать в то, чему учили в школе. И волей судьбы все они встречаются уже во взрослой жизни, трудясь в парикмахерской. Каждый из них строил планы, желал воплотить в жизни свои амбиции, но сейчас ребята живут в Чарлстауне, штате Массачусетс, и работают в салоне Бена, в одной парикмахерской под названием «У Баззи» (Buzzy’s), названной в честь первоначального владельца (Джордж Вендт), который до сих пор там работает. Новый владелец магазина — Бен (Райан Пинкстон), непопулярный ученик средней школы, который теперь оказывается во главе некоторых ранее более популярных одноклассников. К ним относятся Эй Джей (Майк Кастл) и Данни (Эшли Тисдейл), которые когда-то встречались друг с другом и оба преследуют в мечтах большее. Эй Джей был звездным питчером в школьной бейсбольной команде и все еще надеется играть профессионально, в то время как Данни — начинающая певица. Остальная часть персонала состоит из лучшего друга Бена Мо (Мэтт Кук), саркастической стилистки Шармэйн (Диона Ризоновер) и вечно веселой секретарши Джой (Лорен Лэпкус).
Судьбе все равно, что кто-то страстно мечтал о карьере спортсмена или о первой строчке в музыкальных топах. Жизнь героев этого юмористического сериала «Парикмахерская» складывается так, как её совсем не планировали. Бросят ли свою мечту наши герои? Или они оставят всё так как есть, будут работать среди красок для волос, ножниц, фенов и других профессиональных приспособлений? Нет, наши герои полны энтузиазма, ведь им дорого то, к чему они стремятся! Именно таким людям обязательно должно повести.

## В главных ролях
- Майк Кастл[англ.] в роли Эй Джей Салерно
- Эшли Тисдейл в роли Данни Джордано
- Лорен Лэпкус в роли Джой
- Райан Пинкстон[англ.] в роли Бенджамина Гершеля «Бен» Гроссмана
- Мэтт Кук[англ.] в роли Мо Маккракена
- Диона Ризоновер в роли Шармэйн Эсковиц
- Джордж Вендт в роли Баззи

### Роли второго плана
- Криста Фланаган[англ.] в роли Ронды Дойл
- Дана Пауэлл в роли Робин Дойл
- Лиза Шурга в роли Розали Дойл
- Бетси Содаро[англ.] в роли Риты Дойл
- Скайлер Стоун в роли Трэвиса, помешанного на сексе мужчину, которому принадлежит тату-салон по соседству; он имеет успехи у Данни, Джой и Шармэйн.
- Си Джей Вана в роли Лонни, двоюродного брата Бена
- Реджинальд ВелДжонсон в роли Томми, партнера Баззи, а затем и мужа.

## Разработка концепции
В мае 2013 года Turner Broadcasting провела ежегодную предварительную презентацию. Turner Broadcasting объявила, что разрабатывает сериал на TBS с рабочим названием Clipsters. С Дэвидом Кохэном и Максом Мучником в качестве сценаристов и исполнительных продюсеров, сериал станет комедией на рабочем месте, включающей в себя эклектичный набор парикмахеров-стилистов в парикмахерской в Вустере, штат Массачусетс .
В апреле 2014 года Turner Broadcasting объявила, что Джордж Вендт, Эшли Тисдейл и Лорен Лэпкус сыграют главные роли в сериале. Сериал теперь считался безымянным. Предпосылка сериала связала группу бывших старшеклассников, которые пришли из разного окружения, а теперь работают вместе в парикмахерской Buzzy’s в их родном городе Чарлстауне, штат Массачусетс. Они все жаждут переехать в Бостон, и в своей жизни в Чарлстауне впрочем они делают все возможное.
6 мая 2014 года TBS, в преддверии своей предварительной презентации рекламодателям в Нью-Йорке, собрала три комедии в серию. TBS объявил, зеленый свет десяти эпизодам. Сериал был тогда назван Buzzy’s .
Сериал под названием «Clipped» вышел 16 июня 2015 года.
В эфире показан в течение одного сезона.

## Эпизоды
| № | #  | Название                                                         | Режиссёр       | Сценарист                 | Дата показа в США | Производ. код | Зрители США (миллионы) |
| --- | -- | ---------------------------------------------------------------- | -------------- | ------------------------- | ----------------- | ------------- | ---------------------- |
| 1 | 1  | «Pilot» «Пилотная серия»                                         | Джеймс Уиддоуз | Дэвид Кохэн & Макс Мучник | июнь 16, 2015     | 296034        | 1.42                   |
| Эй-Джей получает звонок от своего спортивного агента, чтобы присоединиться к бейсбольной команде высшей лиги, думая, что его дни как парикмахера закончились. Ссылаясь на повышение страховой ставки, Бен давит на одного из парикмахеров, чтобы тот уволился, но заставляет их решить между собой, кто это будет. |    |                                                                  |                |                           |                   |               |                        |
| 2 | 2  | «Dreamers» «Мечтатели»                                           | Джеймс Уиддоуз | Дэвид Кохэн & Макс Мучник | июнь 23, 2015     | 2M6852        | 1.28                   |
| Данни советует Эй-Джею отказаться от своей мечты играть в профессиональный Бейсбол и быть более реалистичным в выборе своей жизни. В отличие от этого, Данни возрождает свою мечту петь, исполняя песню "Brave" в местном баре, несмотря на то, что говорит всем, что она бросила музыку. Тем временем участие Джой в "Марше против СПИДа" поднимает вопрос благотворительности, когда Бен нанимает Лонни, своего умственно отсталого кузена, работать в парикмахерской бесплатно. Вскоре Бен начинает испытывать чувство вины за то, что не заплатил своему кузену. |    |                                                                  |                |                           |                   |               |                        |
| 3 | 3  | «Go Below» «Пойти вниз»                                          | Джеймс Уиддоуз | Дэвид Кохэн & Макс Мучник | июнь 30, 2015     | 2M6853        | 1.09                   |
| Данни подозревает, что Эй-Джей и Шармэйн - пара, услышав о их частных занятиях по испанскому языку, которые они берут. Шармейн справедливо догадывается, что подозрения Данни вызваны неразрешенными романтическими чувствами, которые она испытывает к Эй-Джею. Бен, провел одну ночь с Ритой и сожалеет об этом на следующий день, но раздражен, услышав, что Рита тоже сожалеет об этом. Тем временем Джой пытается понять, почему Баззи так негодует на католическую церковь. |    |                                                                  |                |                           |                   |               |                        |
| 4 | 4  | «Wi-Fi» «Вай-фай»                                                | Джеймс Уиддоуз | Дэвид Кохэн & Макс Мучник | июль 7, 2015      | 2M6854        | 1.10                   |
| Не сумев убедить Бена вернуть Wi-Fi в парикмахерскую, Данни, Шармэйн и Джой каждый пытаются убедить Трэвиса, извращенного татуировщика в соседнем магазине, отказаться от своего пароля Wi-Fi. Мо случайно проболтался всем, что на Бена мочится в фитнес-тренажерном зале коллега по бизнесу, а Эй Джей наслаждается тем, что Бен получает отповедь. |    |                                                                  |                |                           |                   |               |                        |
| 5 | 5  | «Big Gay Wedding» «Большая Гей-Свадьба»                          | Джеймс Уиддоуз | Джон Куинтанс             | июль 14, 2015     | 2M6857        | 1.02                   |
| Мать Томми умирает, что открывает возможность для Баззи, чтобы сделать предложение Томми. Баззи пообещал, учитывая, что мать Томми считала их просто соседями по комнате, что, когда мать Томми умрет, он сделает ему предложение. Однако, когда Баззи высказывает свои сомнения по поводу предстоящей свадьбы, Шармэйн встает на сторону Баззи и убеждает его, что он не должен жениться по ошибочным причинам. Это приводит к тому, что Шармэйн и Данни обсуждают истинный смысл брака. Тем временем Бен избегает мнения Мо о возможном слиянии парикмахерской и тату-салона Трэвиса, что заставляет Мо раздражаться из-за того, что он всегда был лишь приятелем Бена. Джой планируя свадьбу Баззи и Томми, становится очень напряженной.                      |    |                                                                  |                |                           |                   |               |                        |
| 6 | 6  | «World's Rudest Barbershop» «Самая грубая парикмахерская в мире» | Джеймс Уиддоуз | Дэвид Кохэн & Макс Мучник | июль 21, 2015     | 2M6858        | 1.19                   |
| Видеозаписи того, как Шармэйн грубо обращается с клиентами, становятся вирусными, что заставляет Бена уволить ее. Но когда на следующий день десятки клиентов звонят и просят о встрече с Шармэйн, Бен видит, что есть рынок услуг для людей, которым нравится, когда с ними плохо обращаются. Он вернул Шармэйн в попытке ребрендинга парикмахерской как "самой хамской парикмахерской в мире". Тем временем Мо испытывает чувство вины за то, что сломал руку Эй-Джею во время занятий дзюдо, но позже помогает Эй-Джею обнаружить скрытый талант. |    |                                                                  |                |                           |                   |               |                        |
| 7 | 7  | «Mo's Ma» «Мама Мо»                                              | Джеймс Уиддоуз | Стив Габриел              | июль 28, 2015     | 2M6856        | 1.26                   |
| Когда мать Мо, Дотти (Дот Джонс) объявляет, что разводится, артель парикмахеров предполагает, что из-за того, что она лесбиянка, и Бен должен осторожно сообщить эту новость Мо. Но коллектив ждет сюрприз. Тем временем Эй-Джей подозревает, что Данни может ревновать свою подругу Люси. (Натали Дрейфус) |    |                                                                  |                |                           |                   |               |                        |
| 8 | 8  | «The Gambler» «Азартный игрок»                                   | Джеймс Уиддоуз | Дэвид Кохэн & Макс Мучник | август 4, 2015    | 2M6855        | 1.33                   |
| Томми подозревает, что старые проблемы Баззи с азартными играми всплыли вновь; те же самые проблемы, которые вынудили его продать парикмахерскую Бену. Джой намекает Мо, что ее брак в беде и что "кто-то другой" может быть подходящим мужчиной для нее. Тем временем Дэнни и Шармэйн готовят сестер Дойл к семейной свадьбе. |    |                                                                  |                |                           |                   |               |                        |
| 9 | 9  | «Free Wednesday» «Свободная Среда»                               | Джеймс Уиддоуз | Дэвид Кохэн & Макс Мучник | август 11, 2015   | 2M6859        | 1.31                   |
| Мистер Пэйнтер (Ларри Миллер), учитель математики из прежней средней школы артели парикмахеров, после того, как его подстригли, умирает от сердечного приступа. Бен кажется невозмутимым, и остальные узнают, что это потому, что мистер Пэйнтер был частью очень неловкого инцидента в прошлом Бена. Джой повсюду говорит Мо, что она беременна от своего мужа Барта, что вызывает у нее конфликт, потому что она не хочет быть замужем за Бартом. |    |                                                                  |                |                           |                   |               |                        |
| 10 | 10 | «Reunion» «Воссоединение»                                        | Джеймс Уиддоуз | Дэвид Кохэн & Макс Мучник | август 18, 2015   | 2M6860        | 1.25                   |
| Артель парикмахеров посещает встречу выпускников своей средней школы. Бен узнает, что парень, который выбил его из президентов младших классов, использовал грязные трюки, теперь работает в торговой палатке, и Бен клянется унизить его. Дэнни и Эй-Джей сталкиваются с Си-Джеем, который был парнем Дэнни, пока Эй-Джей на выпускном вечере не увел ее. Мо просят две бывшие чирлидерши, Деббъи и Дебби (англ. Debby and Debbie], чтобы вместе с ними возглавить группу поддержки, но Мо настаивает на включении Шармэйн, которая в школе не попала в команду чирлидеров. Тем временем Джой решает посидеть в парикмахерской с одиноким Лонни, пока он ждет свидания, которое может никогда не состояться, а она пропускает большую часть встречи выпускников. |    |                                                                  |                |                           |                   |               |                        |

## Критический прием
На сайте агрегатора обзора Rotten Tomatoes имеет рейтинг одобрения 43 %, со средним рейтингом 6/10, основанным на 7 обзорах. На Metacritic, который присваивает нормализованный рейтинг, ряд имеет оценку 55 из 100, основываясь на 5 рецензиях критиков, что указывает на «смешанные или средние оценки».
В позитивном обзоре Дайана Вертс из Newsday присудила пилоту оценку B + и заявила: «За „Clipped“ стоит много каких хитростей». Это, наконец, перевесило весы в кабельном мире Тернера, где TNT добился успеха в таких ярких драмах, как "Rizzoli & Isles " и « Major Crimes», в то время как комедийный сиблинг TBS чаще всего кажется дурным. Не в этот раз ". Точно так же Уитни Мэтисон из The Hollywood Reporter высоко оценил химию актеров: «Очарование Clipped заключается в отличительных выступлениях Лэпкус и Кука. Точно так же, как Вендт и Тисдейл будут привлекать своих собственных поклонников, так и эти два комика, будь то для Лэпкус оранжевая новая черная роль или соответствующие подкасты актеров». С другой стороны, Мэтью Гилберт из The Boston Globe критиковал шоу как «забывчивое — если не неприятное», ссылаясь на то, что элементы «Clipped» могли бы «резонировать и чувствовать себя свежее», если бы Will & Grace не предшествовали ему.